# Masami Kikuchi
Masami Kikuchi (菊池 正美, Kikuchi Masami, Chino, Nagano, 24 april 1960) is een Japanse stemacteur. Tot in maart 2010 werkte hij bij Troubador Music Office. Tot en met april 2011 was hij aan de slag als freelancer. Daarna werd hij aangenomen door Kenyu Office.

## Filmografie

### Televisie anime
- Captain Tsubasa J (1983), Shingo Aoi
- Mobile Suit Gundam ZZ (1986), Ino Abbav
- Animated Classics of Japanese Literature (1986), Bunji, Kenji
- Metal Armor Dragonar (1987–88), Kaine Wakaba
- Kimagure Orange Road (1987–88), Yusaku Hino
- Brave Exkaiser (1990), Blue Raker, Ultra Raker
- Chibi Maruko-chan (1990), Kazuhiko Hanawa, Mimatsuya, Misawa, Negishi, Watanabe
- Aoki Densetsu Shoot (1993), Kazuhiro Hiramatsu
- The Brave Express Might Gaine (1993), Mitsuhiko Hamada, Bird Bomber, Jet Diver
- Hunter × Hunter (1999), Wing, Zepile
- Grappler Baki (2001), Baki Hanma
- PaRappa the Rapper (2001), PJ Berri
- Comic Party (2001), Kazuki Sendo[1]
- Captain Tsubasa ~ Road to 2002 (2001), Gino Hernandez, Alan Pascal
- Di Gi Charat Nyo! (2003–04), Daifuku Ankoro[1]
- Cromartie High School (2003), Ken Hirai
- Oh My Goddess! (2005), Keiichi Morisato[1]
- Comic Party Revolution (2005), Kazuki Sendo
- Air Gear (2006), Onigiri
- Dragon Ball Super (2016), Monaka, Vermoud
- Star Twinkle PreCure (2019), Bakenyan

#### Datum onbekend
- Daigunder, Howard
- Digimon Adventure, Joe Kido,[1] Overige stemmen
- Digimon Adventure 02, Joe Kido, Jim Kido, Daemon
- Digimon Tamers, Dolphin
- Digimon Frontier, Neemon[1]
- Digimon Savers, Akihiro Kurata, Belphemon
- Digimon Xros Wars, Tuwarmon/Damemon
- Goldfish Warning!, Michael
- Groove Adventure RAVE, Sieg Hart
- Zatch Bell!, Kanchomé
- Maburaho, Taki
- One Piece, Kelly Funk
- Otaku no Video, Miyoshi
- The Cobi Troupe, Jordy
- The Prince of Tennis, Hiroshi Wakato
- Ranma ½, Copycat Ken
- Rurouni Kenshin, Ryuzaburo Higashiyama
- Tenchi Muyo!, Tenchi Masaki[2]
- Urusei Yatsura

### Original video animation (OVA)
- Legend of the Galactic Heroes (1989), Konrad von Modell
- Oh My Goddess! (1993–94), Keiichi Morisato[1]
- Sonic the Hedgehog (1996), Sonic the Hedgehog, Metal Sonic

### Films
- Super Mario Bros.: Peach-Hime Kyushutsu Dai Sakusen! (1986), Prince Haru
- The Venus Wars (1989), Lob
- Doraemon: Nobita and the Galaxy Super-express (1996), Tamako
- Ah! My Goddess: The Movie (2000), Keiichi Morisato[1]
- Konjiki no Gash Bell!! Movie 1: Unlisted Demon 101 (2004), Kanchomé
- Digimon Adventure, Joe Kido
- Digimon Adventure: Our War Game!, Joe Kido
- Pretty Soldier Sailor Moon S, Kakeru Ozora

### Tokusatsu
- Doubutsu Sentai Zyuohger (2016), Dorobozu

### Computerspellen
- Another Century's Episode reeks, Kaine Wakaba, Dunkel Cooper
- Super Robot Wars reeks, Kaine Wakaba, Ino Abbav, Dunkel Cooper
- Tales of Rebirth (2004), (Saleh)
- Konjiki no Gash Bell reeks, Kanchome

### Drama CD's
- Abunai reeks 4: Abunai Campus Love, Harumi Okikura
- Catch Me!, Shikyou Katayama
- C Kara Hajimaru Koi mo Ii, Takenoshin
- Eien no Midori ~Nochinoomohini~, Junya Shibasaki
- Koisuru Jewelry Designer reeks 1, Yuutarou Mori
- My Sexual Harassment reeks 3, Shun Kazami
- Onegai Darlin', Kouchirou Imada
- Ourin Gakuen reeks 1: Ikenai Seitokaishitsu, Shuuichirou Kazama

### Nasynchronisatie
- Doug (U.S. TV 1991, Japanse nasynchronisatie 1998), Skeeter Valentine
- VeggieTales (U.S. direct-to-video 1993, Japanse nasynchronisatie 1998), Bob de Tomaat

- International Standard Name Identifier: 0000 0001 3322 8173
- Library of Congress Control Number: no2011035237
- MusicBrainz: 8a676b9e-a1e6-4b2e-9e9f-81d1a6fa0097
- Virtual International Authority File: 169247750
- WorldCat: E39PBJcWv7jt78Gg8Gr94kQcyd